# Museu Dom Prada Carrera
Museu Dom Prada Carrera é um museu de Uruaçu, sendo um importante ponto turístico da cidade. Seu nome é uma homenagem a Francisco Prada Carrera, primeiro bispo da cidade, e que ficou conhecido por ter sido o bispo mais velho do mundo, com 101 anos 